# Baltasar Revolt
Baltasar Revolt – elektryczny samochód sportowy klasy kompaktowej produkowany pod hiszpańską marką Baltasar od 2022 roku.

## Historia i opis modelu
Proces konstrukcyjny pod wodzą kierowcy wyścigowego, inżyniera i przedsiębiorcy Baltasara Lópeza poprzedzający prezentację Revolta trwał 10 lat, rozpoczynając się w momencie założenia przedsiębiorstwa Baltasar Cars w 2011 roku. Samochód przedstawiono ostatecznie w kwietniu 2021 roku w produkcyjnej formie 2-drzwiowego, 2-miejscowego roadstera o charakterze samochodu wyścigowego dopuszczonego do poruszania się po drogach publicznych.
Proporcje nadwozia zostały dostosowane do zapewnienia jak najlepszych właściwości aerodynamicznych w warunkach torowych - z tego względu opływowe, płaskie nadwozie pozbawione zostało szyb, a jedynym elementem zwiększającym wysokość 880-centymetrowego szkieletu jest pałąk bezpieczeństwa umieszczony za fotelem kierowcy i pasażera, zwiększając wysokość pojazdu do 1,1-metra.
Dzięki wykonaniu karoserii z mieszanki laminatu i włókna węglowego, a także użyciu w kabinie pasażerskiej koła kierownicy wykonanego z włókna węglowego wraz z innymi zabiegami redukującymi masę, Baltasar Revolt uzyskał niską masę całkowitą. Samochód waży 770 kilogramów, z czego akumulator firmy Millor stanowi 250 kilogramów masy pojazdu.

### Sprzedaż
Produkcja samochodu w małoseryjnym wymiarze wraz z dostawami pierwszych egzemplarzy została zaplanowana na połowę 2022 roku. Baltasar Cars planuje budować samochody z uwzględnieniem indywidualnych preferencji klienta, z ceną wywoławczą za każdy z nich wynosząca 230 tysięcy euro.

### Dane techniczne
Baltasar Revolt jest samochodem o napędzie w pełni elektrycznym, z napędem przenoszonym na tylną oś. Silnik elektryczny rozwija moc 507 KM i 1000 Nm maksymalnego momentu obrotowego, co pozwala rozwinąć prędkość 100 km/h w 2,5 sekundy. Według norm WLTP zasięg Revolta na jednym ładowaniu w warunkach ulicznych ma wynosić ok. 600 kilometrów, z kolei podczas jazdy z wysokimi prędkościami po torze akumulatory mają pozwolić na ok. 40 minut jazdy. Zestaw baterii jest chłodzony powietrzem w systemie o napięciu 700 V.